# The Trouble With Girls
The Trouble With Girls (And How To Get Into It) er en amerikansk film fra 1969. Filmen, hvis hovedrolle blev spillet af Elvis Presley, blev produceret af Lester Welch og instrueret af Peter Tewksbury på MGM.
Filmen blev indspillet fra den 28. oktober til den 16. december 1968 og havde premiere den 3. september 1969. Den havde dansk premiere den 30. marts 1970.
The Trouble With Girls var den 30. i rækken af spillefilm med Elvis Presley. Filmens manuskript blev skrevet af Arnold og Lois Peyser på basis af romanen "The Chautauqua" af Day Keene og Dwight Babcock. Filmen handler om en manager for et omrejsende telt-show, der opklarer et mord, som en af de ansatte i showet er anklaget for. Hans retfærdighedssans og retskaffenhed åbner øjnene på en af de andre ansatte, showets smukkeste pige, og de finder naturligvis sammen til slut.
The Trouble With Girls blev optaget i Metro-Goldwyn-Mayer-studierne i Culver City, Californien, USA.
Den danske titel på The Trouble With Girls var Ballade med piger.

## Musik
Sangene i The Trouble With Girls blev indspillet i oktober 1968 hos United Recorders i Los Angeles, Californien. Kun en af sangene blev udsendt samtidig med filmens premiere. Det var "Clean Up Your Own Back Yard", som var A-side på en singleplade med "The Fair Is Moving On" (Doug Flett, Guy Fletcher) som B-side.
Sangen "Almost" udkom i april 1970 på opsamlingsalbummet Let's Be Friends mens de resterende sange først udkom efter Elvis' død, dog bortset fra "Swing Down Sweet Chariot", der er en optagelse fra 30. oktober 1960 og som Elvis dengang indspillede til sit gospelalbum, His Hand In Mine.
The Trouble With Girls havde indlagt følgende seks sange:
- "Almost" (Ben Weisman, Florence Kay) – 23. oktober 1968
- "Clean Up Your Own Back Yard" (Billy Strange, Mac Davis) – 23. oktober 1968
- "Swing Down Sweet Chariot" (Sarah Sheppard, arr: Elvis Presley) – 30. oktober 1960
- "Signs Of The Zodiac" (Buddy Kaye, Ben Weisman) – 23. oktober 1968 (duet med Elvis Presley og Marlyn Mason)
- "Violet (Flower Of NYU)" (S. Dueker, P. Lohstroh) – 23. oktober 1968
- "The Whiffenpoof Song" (Guy Sculls, Meade Minnigerode, George S. Pomeroy) – 23. oktober 1968

Melodien til sangen "Violet (Flower Of NYU)" er baseret på den gamle "Aura Lee" fra 1861, der var en populær sang under Den Amerikanske Borgerkrig, i øvrigt samme sang, der blev brugt som basis for "Love Me Tender", der er titelmelodi til Presleys første film, Love Me Tender.